# José Manuel Álvarez Fernández
José Manuel Álvarez Fernández (Granada, 28 de març de 1967) és un exfutbolista andalús que jugava com a davanter.
Va jugar tres temporades en primera divisió: la 88/89 i la 89/90 amb el Reial Oviedo (28 partits i 2 gols) i la 94/95 amb la SD Compostela (5 partits). També va jugar amb el CD Lugo.